# Paula Jiménez Fonseca
Paula Jiménez Fonseca (Oviedo, 1978) es una oncóloga y divulgadora española, experta en nutrición. Es coordinadora del curso Médico Interno Residente (MIR) Asturias  en el Hospital Universitario Central de Asturias (HUCA).

## Biografía
Realizó sus estudios primarios y secundarios en el Colegio San Ignacio de Oviedo. Es hija del oncólogo Ángel Jiménez Lacave. Desde 2007 es especialista en Oncología médica en el servicio de oncología médica del Hospital Universitario Central de Asturias (HUCA), en Oviedo.
Estudió la carrera Medicina y Cirugía en la Facultad de Medicina de la Universidad de Oviedo (1996-2002) que finalizó con la calificación de «Premio Extraordinario de Fin de Carrera».
Colabora en diversos medios de comunicación -El Mundo, La Nueva España, Diario Médico, Sanidad,...-  y en programas sobre la alimentación y el cáncer. Entre otros, participó en el movimiento Equilibria, -un proyecto promovido por Gijón Impulsa junto con la Asociación Asturiana de Startup Astur Valley y de la Fundación Jóvenes Empresarios-,  a través de conferencias sobre el papel de la alimentación en la batalla contra el cáncer.
Formó parte del Jurado del I premio GEPAC del Grupo Español de Pacientes con Cáncer.
En diciembre de 2023 se le concedió el primer Premio Salud de LA NUEVA ESPAÑA en la categoría de Proyección. 
La Dra Fonseca es experta en registros clínicos de cáncer habiendo realizado múltiples contribuciones en el campo de los tumores neuroendocrinos, cáncer esófago-gástrico, y tratamiento de soporte. Actualmente, es co-coordinadora del registro nacional de cáncer esófago-gástrico AGAMENON-SEOM, registro nacional de cáncer adrenocortical ICARO-GETTHI-SEEN, registro nacional de radionúclidos SEPTRALU-SEMNIM y del registro nacional de trombosis y cáncer TESEO-SEOM. Además, ha contribuido a la creación de la herramienta PANDORA-SEOM para que otros investigadores puedan creer su propio registro. También ha participado en la elaboración de la herramienta LÁZARO-SEOM de scores para ayudar a la toma de decisiones clínicas. 
Ha sido coordinadora de múltiples estudios clínicos en el ámbito del cáncer, incluyendo FINITE, con el desarrollo del score CISNE, ampliamente usado en neutropenia febril e incluido en la guías de neutropenia febril ASCO 2018 y en la guía SEOM 2018. 
La psicología y la bioética desde la perspectiva del enfermo con cáncer son dos de sus principales focos de interés académico y profesional, habiendo participado en los registros NEOcoping y NEOetic, para describir la psicología asocia a la terapia adyuvante del cáncer localizado, y la consciencia pronóstica y afrontamiento del paciente con cáncer avanzado irresecable, respectivamente.

## Premios
- «Premio extraordinario de licenciatura» (2003)[13]
- «Premio Santa Catalina» de la Universidad de Oviedo al mejor expediente académico de medicina del año 2002. El premio fue entregado por el «Colegio de Médicos de Oviedo».[14]
- «Premio Salud de LA NUEVA ESPAÑA - 2023».[15]

## Publicaciones
Ha publicado los siguientes libros:
- «Comer para vencer al cáncer».[16] En colaboración con Belén Álvarez Álvarez, química especialista en nutrición.
- «Cáncer y embarazo».[17] En colaboración con varios autores
- «Todo lo que empieza cuando 'termina' el cáncer».[18] En colaboración con varios autores.